# Cima Coppi

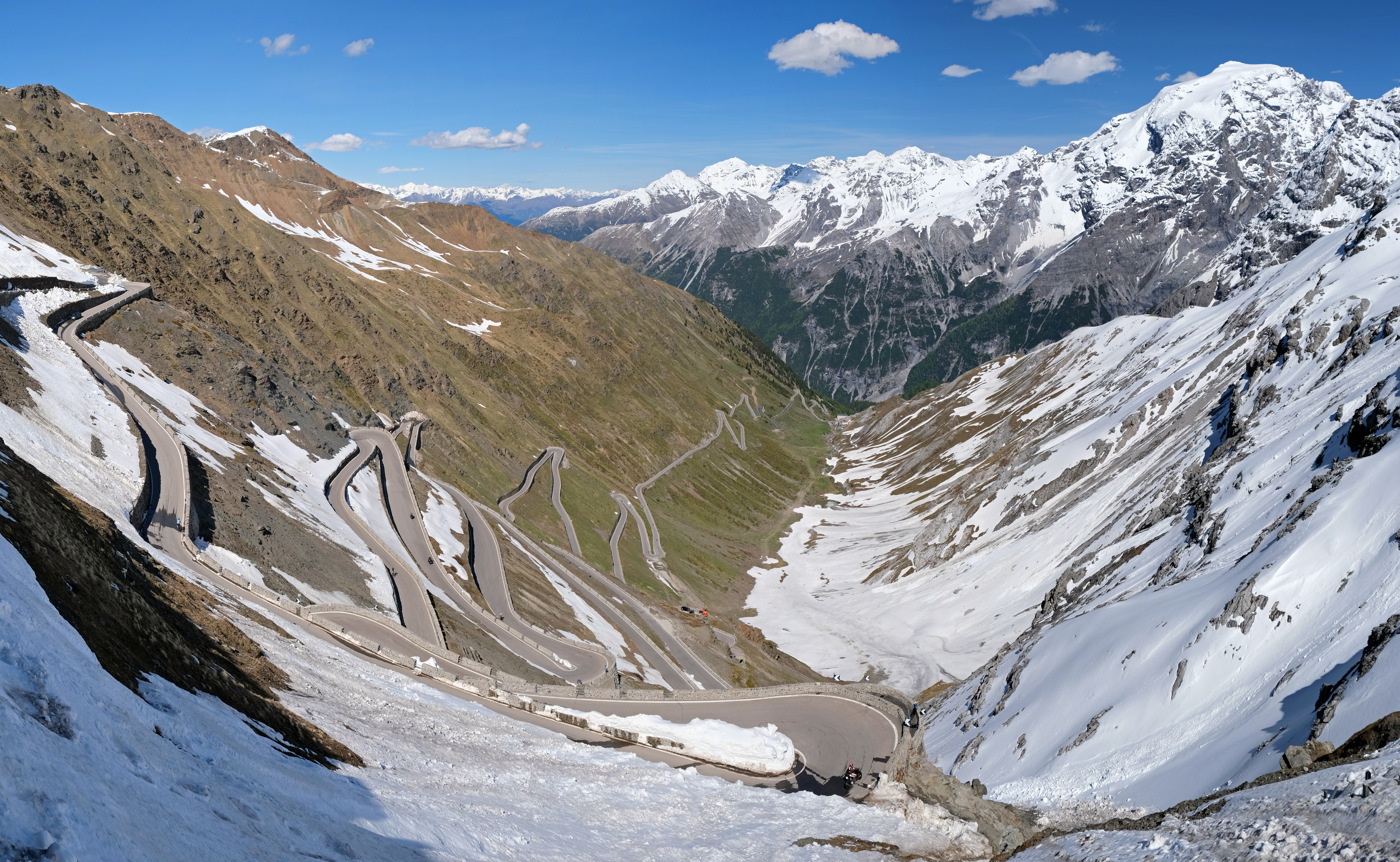
De Stelviopas was al meerdere malen de Cima Coppi

De Cima Coppi is een wielerterm die wordt gebruikt in de Ronde van Italië om het hoogste punt van de Giro (ook wel het 'dak van de ronde' genoemd) aan te geven. Ze is vernoemd naar de bekende Italiaanse wielrenner Fausto Coppi. De Cima Coppi wordt sinds 1965, vijf jaar na Coppi's dood, uitgereikt.
De Pordoipas is sinds 1965 het vaakst de Cima Coppi geweest: voor het eerst in 1966 en voor het laatst in 2022. Andere beklimmingen die als het dak van de Giro hebben gefungeerd zijn onder meer de Stelviopas en de Gaviapas. Soms komt het voor dat de Cima Coppi buiten Italië ligt. Voorbeelden hiervan zijn de Colle d'Agnello (Frankrijk) en de hoogtes van de Großglockner Hochalpenstraße (Oostenrijk).
Aan de renner die het hoogste punt als eerste bereikt, wordt een speciale prijs en een flinke bonus toegekend.

## Overzicht
| Jaar | Cima Coppi           | Hoogte | Eerste boven                    |
| ---- | -------------------- | ------ | ------------------------------- |
| 1965 | Stelviopas           | 1906 m | Graziano Battistini             |
| 1966 | Pordoipas            | 2239 m | Franco Bitossi                  |
| 1967 | Tre Cime di Lavaredo | 2320 m | Felice Gimondi                  |
| 1968 | Tre Cime di Lavaredo | 2320 m | Eddy Merckx                     |
| 1969 | Sellapas             | 2214 m | Claudio Michelotto              |
| 1970 | Pordoipas            | 2239 m | Luciano Armani                  |
| 1971 | Großglockner ()      | 2506 m | Franco Vianelli                 |
| 1972 | Stelviopas           | 2758 m | José Manuel Fuente              |
| 1973 | Giaupas              | 2236 m | José Manuel Fuente              |
| 1974 | Tre Cime di Lavaredo | 2320 m | José Manuel Fuente              |
| 1975 | Stelviopas           | 2758 m | Francisco Galdos                |
| 1976 | Sellapas             | 2214 m | Andrés Gandarias                |
| 1977 | Valparolapas         | 2294 m | Faustino Fernandez Ovies        |
| 1978 | Vallespas            | 2033 m | Gianbattista Baronchelli        |
| 1979 | Pordoipas            | 2239 m | Leonardo Natale                 |
| 1980 | Stelviopas           | 2758 m | Jean-René Bernaudeau            |
| 1981 | Tre Cime di Lavaredo | 2320 m | Beat Breu                       |
| 1982 | Col d'Izoard ()      | 2361 m | Lucien Van Impe                 |
| 1983 | Pordoipas            | 2239 m | Marino Lejarreta                |
| 1984 | Pordoipas            | 2239 m | Laurent Fignon                  |
| 1985 | Simplonpas ()        | 2005 m | Reynel Montoya                  |
| 1986 | Pordoipas            | 2239 m | Pedro Muñoz                     |
| 1987 | Pordoipas            | 2239 m | Jean-Claude Bagot               |
| 1988 | Stelviopas           | 2758 m | geannuleerd                     |
| 1989 | Gaviapas             | 2621 m | geannuleerd                     |
| 1990 | Pordoipas (2x)       | 2239 m | Maurizio Vandelli Charly Mottet |
| 1991 | Pordoipas (2x)       | 2239 m | Franco Vona Franco Chioccioli   |
| 1992 | Pordoipas            | 2239 m | Claudio Chiappucci              |
| 1993 | Pordoipas            | 2239 m | Miguel Indurain                 |
| 1994 | Stelviopas           | 2758 m | Franco Vona                     |
| 1995 | Agnelpas ()          | 2744 m | geannuleerd                     |
| 1996 | Gaviapas             | 2621 m | Hernán Buenahora                |
| 1997 | Pordoipas            | 2239 m | Chepe González                  |
| 1998 | Sellapas             | 2214 m | Marco Pantani                   |
| 1999 | Gaviapas             | 2621 m | Chepe González                  |
| 2000 | Agnelpas ()          | 2744 m | Chepe González                  |
| 2001 | Faunierapas          | 2511 m | geannuleerd                     |
| 2002 | Pordoipas            | 2239 m | Julio Alberto Pérez             |
| 2003 | Esischiepas          | 2366 m | Freddy González                 |
| 2004 | Gaviapas             | 2621 m | Vladimir Miholjević             |
| 2005 | Stelviopas           | 2758 m | José Rujano                     |
| 2006 | Gaviapas             | 2621 m | Juan Manuel Gárate              |
| 2007 | Agnelpas ()          | 2744 m | Yoann Le Boulanger              |
| 2008 | Gaviapas             | 2621 m | Julio Alberto Pérez             |
| 2009 | Colle di Sestriere   | 2035 m | Stefano Garzelli                |
| 2010 | Gaviapas             | 2618 m | Johann Tschopp                  |
| 2011 | Giaupas              | 2236 m | Stefano Garzelli                |
| 2012 | Stelviopas           | 2758 m | Thomas De Gendt                 |
| 2013 | Tre Cime di Lavaredo | 2304 m | Vincenzo Nibali                 |
| 2014 | Stelviopas           | 2758 m | Dario Cataldo                   |
| 2015 | Colle delle Finestre | 2178 m | Mikel Landa                     |
| 2016 | Agnelpas ()          | 2744 m | Michele Scarponi                |
| 2017 | Stelviopas           | 2758 m | Mikel Landa                     |
| 2018 | Colle delle Finestre | 2178 m | Christopher Froome              |
| 2019 | Manghenpas           | 2047 m | Fausto Masnada                  |
| 2020 | Stelviopas           | 2758 m | Rohan Dennis                    |
| 2021 | Giaupas              | 2236 m | Egan Bernal                     |
| 2022 | Pordoipas            | 2239 m | Alessandro Covi                 |
| 2023 | Drei Zinnen          | 2304 m | Santiago Buitrago               |
| 2024 | Sellapas             | 2244m  | Giulio Pellizzari               |
| 2025 | Colle delle Finestre | 2178 m | Chris Harper                    |